# Aulacodes goniophoralis
Aulacodes goniophoralis là một loài bướm đêm trong họ Crambidae.